# Вагнер-Михель, Аннетт
Аннетт Вагнер-Михель (нем. Annett Wagner-Michel; при рождении Михель (нем. Michel); род. 13 мая 1955, Галле) — немецкая шахматистка, международный мастер среди женщин (1975).
Чемпионка ГДР (1981 и 1983).
В составе сборной ГДР участница 14-й Олимпиады (1990) в Нови-Сад.

## Изменения рейтинга
| Графики недоступны из-за технических проблем. См. информацию на Фабрикаторе и на mediawiki.org. |